# سید محمد هاشمی (نماینده سیرجان)
سید محمد هاشمی (متولد ۱۳۳۰ در سیرجان) سیاستمدار ایرانی است. او نماینده سیرجان در دوره پنجم و ششم مجلس شورای اسلامی بود.
او مدتی نیز فرماندار سیرجان بود.